# The Only Safe Place
The Only Safe Place is een album van de metalband Abattoir.

## Inhoud
1. 'Intro: Beyond The Altar' (1:28)
2. 'Bring On The Damned' (4:12)
3. 'The Only Safe Place' (5:06)
4. 'Nothing Sacred' (5:20)
5. 'Hammer Of The Gods (4:27)
6. 'Back To Hell' (3:10)
7. 'Temptations Of The Flesh (5:28)
8. 'Under My Skin' (3:56)
9. 'S.B.D. (Feel The Fire)' (3:28)
10. 'Night Of The Knife' (5:26)

## Artiesten
- Mike Towers - vocalist
- Danny Oliverio - gitarist
- Mark Caro - gitarist
- Mel Sanchez - basgitarist
- Danny Anaya - drummer